# Rexford Glacier
Rexford Glacier är en glaciär i Antarktis. Den ligger i Västantarktis. Inget land gör anspråk på området. Rexford Glacier ligger 67 meter över havet.
Terrängen runt Rexford Glacier är kuperad söderut, men norrut är den platt. Rexford Glacier ligger nere i en dal. Trakten är obefolkad. Det finns inga samhällen i närheten.